# Victor Basch
Victor Guillaume Basch, född 1863 och död 1944, var en fransk estetiker och socialradikal journalist och politiker.
Basch var professor vid Sorbonne och vice president i Ligue des droits de l'homme. Bland hans skrifter märks Essai crituque sur l'esth'tique de Kant (1895), La poétique de Schiller (1898) och Études d'esthétique dramatique (1920).
Den 10 januari 1944 hämtades Victor Basch och hans fru Ilona, båda över 80 år gamla, av antisemitiska kollaboratörer på order av Paul Touvier och mördades.